# (73424) 2002 LV39
(73424) 2002 LV39 – planetoida z pasa głównego asteroid okrążająca Słońce w ciągu 5,53 lat w średniej odległości 3,13 j.a. Odkryta 10 czerwca 2002 roku.